# Franz Heim (Mediziner)
Franz Joseph Heim (* 18. März 1792 in Scheer; † 17. Oktober 1845 in Ludwigsburg) war ein württembergischer Chemiker und Mediziner. Er war Leibarzt der Königin von Württemberg.

## Leben
Franz Heim besuchte die Gymnasien in Augsburg und Konstanz und studierte anschließend an den Universitäten in Freiburg, Landshut und Würzburg Medizin. Noch vor Beendigung seines Studiums wurde er 1812 durch Losentscheid Soldat und als Unterarzt beim Militärhospital in Stuttgart eingesetzt. Im Januar 1813 wurde er zum Oberarzt befördert und nahm als Regimentsarzt des Reiterregiments Prinz Adam am Feldzug in Sachsen teil. Im Jahr 1827 wurde er Professor der Chemie an der württembergischen Kriegsschule in Ludwigsburg sowie Leibarzt der Königin Mathilde, die er auf eine Reise nach England begleitete. Nach dem Tod der Königin wirkte er neben seiner Lehrtätigkeit weiter als Regimentsarzt im Königlich Württembergischen 1. Reiterregiment.
Am 3. August 1838 wurde er unter der Präsidentschaft von Christian Gottfried Daniel Nees von Esenbeck mit dem akademischen Beinamen Jenner unter der Matrikel-Nr. 1455 als Mitglied in die Kaiserliche Leopoldino-Carolinische Akademie der Naturforscher gewählt.
Als Mediziner ist Franz Heim vor allem mit seinen Veröffentlichungen über die Pocken in Erscheinung getreten. Sein bei der Leopoldina gewählter Beiname Jenner ist eine Reminiszenz an den englischen Landarzt Edward Jenner, der die moderne Schutzimpfung gegen Pocken entwickelte.
1841 veröffentlichte er die Deutsche Ausgabe der Observations on the variolae vaccinae von Robert Ceely (1797–1880).
Franz Heim wurde für seine Verdienste mit dem Orden der Württembergischen Krone (Ritter) ausgezeichnet.

## Schriften
- Resultate der Revaccination in dem Königlich Würtembergischen Militär in den Jahren 1833, 1834 und 1835. Nast, Ludwigsburg 1836 Digitalisat
- Historisch-kritische Darstellung der Pockenseuchen des gesammten Impf- und Revaccinations-Wesens im Königreich Würtemberg innerhalb der fünf Jahre Juli 1831 bis Juni 1836. Imle und Liesching, Stuttgart 1838 Digitalisat
- Wildbad dans le royaume de Wurtemberg et ses eaux thermales. Traité topographique et médical. Stuttgart, Paris und London 1839 Digitalisat
- Robert Ceely: Beobachtungen über die Kuhpocken, die Vaccination, Retrovaccination, und Variolation der Kühe. Schweizerbart, Stuttgart 1841 Digitalisat